# 22.º distrito congresional de Texas
El 22.º distrito congresional es un distrito congresional que elige a un Representante para la Cámara de Representantes de los Estados Unidos por el estado de Texas.  Según la Oficina del Censo, en 2011 el distrito tenía una población de 892 980 habitantes. .

## Geografía
El 22.º distrito congresional se encuentra ubicado en las coordenadas 29°30′39″N 95°40′39″O / 29.51083, -95.67750.

## Demografía
Según la Oficina del Censo de los Estados Unidos, en 2011 había 892 980 personas residiendo en el 22.º distrito congresional. De los 892 980 habitantes, el distrito estaba compuesto por 595 938 (66.7%) blancos; de esos, 578 639 (64.8%) eran blancos no latinos o hispanos. Además 124 323 (13.9%) eran afroamericanos o negros, 3 987 (0.4%) eran nativos de Alaska o amerindios, 114 104 (12.8%) eran asiáticos, 164 (0%) eran nativos de Hawái o isleños del Pacífico, 51 525 (5.8%) eran de otras razas y 20 238 (2.3%) pertenecían a dos o más razas. Del total de la población 240 771 (27%) eran hispanos o latinos de cualquier raza; 193 293 (21.6%) eran de ascendencia mexicana, 4 682 (0.5%) puertorriqueña y 2 740 (0.3%) cubana. Además del inglés, 4 245 (18.9%) personas mayor a cinco años de edad hablaban español perfectamente.
El número total de hogares en el distrito era de 302 251, y el 77% eran familias en la cual el 39.8 tenían menores de 18 años de edad viviendo con ellos. De todas las familias viviendo en el distrito, solamente el 59.7% eran matrimonios. Del total de hogares en el distrito, el 3.8 eran parejas que no estaban casadas, mientras que el 0.4% eran parejas del mismo sexo. El promedio de personas por hogar era de 2.93. 
En 2011 los ingresos medios por hogar en el distrito congresional eran de US$72 214, y los ingresos medios por familia eran de US$101 231. Los hogares que no formaban una familia tenían unos ingresos de US$71 141. El salario promedio de tiempo completo para los hombres era de US$57 606 frente a los US$42 136 para las mujeres. La renta per cápita para el distrito era de US$31 486. Alrededor del 7.2% de la población estaban por debajo del umbral de pobreza.